# Jan Łostowski
Jan Łostowski (Breslavia, 13 gennaio 1951 – Breslavia, 12 novembre 2009) è stato un sollevatore polacco che gareggiò nelle categorie dei pesi piuma (fino a 60 kg.) e dei pesi leggeri (fino a 67,5 kg.).

## Biografia
Nel 1976 Łostowski vinse la medaglia d'argento nella categoria dei pesi leggeri ai Campionati europei di Berlino Est con 302,5 kg. nel totale, battuto dal connazionale Zbigniew Kaczmarek (305 kg.).
Partecipò pochi mesi dopo alle Olimpiadi di Montréal 1976 scendendo alla categoria dei pesi piuma, ma non riuscendo a classificarsi per aver fallito i tre tentativi di ingresso nella prova di strappo.